# Situationistische Internationale
Die Situationistische Internationale (S.I.) war eine 1957 gegründete linke Gruppe europäischer Künstler und Intellektueller (darunter politische Theoretiker, Architekten, freischaffende Künstler), die vor allem in den 1960er Jahren aktiv war. Die Situationisten beeinflussten die politische Linke, speziell im Umfeld des Pariser Mai 1968, die Entwicklung der Methoden der Kommunikationsguerilla und die internationale Kunstszene, insbesondere die Popkultur. Die Zahl der Mitglieder lag zwischen zehn und 25. Über die Zeit waren insgesamt ca. 70 Personen beteiligt. 1972 gab die Gruppe ihre Selbstauflösung bekannt.

## Konzept
Die Situationisten operierten an der Schnittstelle von Kunst, Politik, Architektur und Wirklichkeit und setzten sich für die Umsetzung der Versprechen der Kunst im Alltagsleben ein. Sie forderten unter anderem die Abschaffung der Ware, der Lohnarbeit, der Technokratie und der Hierarchien. Zudem entwickelten sie ein Konzept der „theoretischen und praktischen Herstellung von Situationen“, in denen das Leben selbst zum Kunstwerk werden sollte. Einige Situationisten waren in den Ausbruch der Studentenunruhen vom Mai 1968 verwickelt, die auf ganz Frankreich übergriffen und dort, anders als in Deutschland, weite Teile der Arbeiterklasse erfassten. Situationistische Ideen waren in den folgenden Jahren weit verbreitet und haben international in Kunst, Politik, Architektur und vor allem in der Popkultur Spuren, die sich bis in die Gegenwart ziehen, hinterlassen. Ihre Aktionsformen wurden unter anderem im Fluxus und in der Performancekunst aufgegriffen.
Der Situationistischen Internationale werden einige bekannte Slogans der Zeit zugeschrieben:
- „Verbieten ist verboten!“ (Il est interdit d’interdire, stammt in Wirklichkeit aber von Jean Yanne).
- „Unter dem Pflaster liegt der Strand.“ (Sous les pavés, la plage).
- „Arbeit? Niemals.“ (Ne travaillez jamais).[2]

## Geschichte

### Zur Vorgeschichte
Die situationistische Bewegung begann Anfang der 1950er-Jahre im Frankreich von Sartre und Camus und war eng verbunden mit der Person von Guy Debord. Debord war die zentrale Figur in der Entwicklung der situationistischen Theorie und so etwas wie die graue Eminenz der Gruppe. Mit 19 Jahren fielen ihm 1951 beim Cannes Film Festival zunächst die avantgardistischen Lettristen auf, eine Künstlergruppe in der Tradition der Surrealisten, die man sonst nachts in heruntergekommenen Pariser Cafés antraf. Sie nahmen wegen der Uraufführung eines Filmes von Isidore Isou am Festival teil. Als junge Vertreter eines radikal romantischen Bohème-Lebensstils verursachten sie durch ihr Auftreten und ihren Film wegen der postulierten und eindrücklich zelebrierten Zerstörung des herkömmlichen Kinos in Cannes einen Skandal. Debord war fasziniert und schloss sich ihnen bald an.
Die Lettristen gaben die Zeitschrift Potlach heraus (benannt nach dem Potlatch, einem Gabenritual in nordwestamerikanischen indigenen Gemeinschaften), in der sich spätere Thesen und Ideen der Situationisten bereits abzeichneten. Einige Lettristen, u. a. Debord, schlossen sich nach einer Spaltung der Gruppe zur politischeren „Lettristischen Internationale“ zusammen, dem Vorläufer der Situationistischen Internationale. Yves Klein kannte die Lettristen seit dem Beginn der 1950er, René Magritte korrespondierte mit ihnen.

### Gründung
Die eigentliche Situationistische Internationale wurde dann am 28. Juli 1957 in Cosio d’Arroscia (50 km nordöstlich von Monaco) gegründet. Es vereinigten sich dabei die vom Maler Asger Jorn gegründete „Mouvement pour un Bauhaus Imaginiste“, die die Rolle des Künstlers in der Industriegesellschaft erforschte, die „Londoner Psychogeographische Gesellschaft“ von Ralph Rumney und die zuvor genannte „Lettristische Internationale“ mit dem Ziel der Schaffung einer Organisation zur praktischen Aufhebung der Trennung zwischen Kunst und Leben.
Mitglieder der S.I. waren Künstler und Künstlerinnen aus 10 Ländern wie etwa der Ungar Attila Kotányi, Jacqueline de Jong, Guillaume Faye, Hans Platschek, Ivan Chtcheglov, Raoul Vaneigem, Giuseppe „Pinot“ Gallizio, Piero Simondo, Elena Verrone, Edoardo Sanguineti, Alexander Trocchi, Uwe Lausen, Dieter Kunzelmann (Kommune 1), der wegen Nationalsituationismus ausgeschlossen wurde, sowie die Mitglieder der Münchner Künstlergruppe SPUR (die in München 1959 nach erbitterten Diskussionen über die Rolle der Malerei mit der S.I. fusionierten, aber 1961 wieder ausgeschlossen wurden), oder Michèle Bernstein, Mustapha Khayati aus Tunesien, Abdelhafid Khatib aus Algerien, René Viénet und Gretel Stadler.

## Aktivitäten
Die Situationistische Internationale beschäftigte sich mit Malerei, Theorie, Geschichte und Stadtplanung.
Bei ihrer traditionelleren künstlerischen Arbeit nutzten die Situationisten neben der Malerei (Tachismus, Informel) häufig auch das Mittel der Collage, arbeiteten viel mit vorgefundenem Material, das sie leicht abänderten, übermalten oder neu kombinierten. Bilder wie die „Lockung“ von Asger Jorn (ein „umgestaltetes“ romantisches Landschaftsbild, in das Jorn grobe, angedeutete, freundliche Figuren in den Farbtönen der Landschaft hineinmalte), erzielen heute Preise von bis zu 800.000 Euro. Debord erstellte avantgardistische Filmcollagen und Filme wie „Durchgang einiger Personen durch eine kürzere Zeiteinheit“.
In der Zeit ihres Bestehens wanderte der Fokus der Arbeit von der Kunst zur Politik, künstlerische Arbeiten verstanden sich zunehmend als Visualisierungen geschichtlicher und kultureller Prozesse. Immer wieder kam es zu Meinungsverschiedenheiten innerhalb der Gruppe, die zu Austritten, Ausschlüssen, Abgrenzungen und Abspaltungen führten: Jede Konzession an herrschende Normen, jedes Zurücktreten hinter die revolutionären Maximalforderungen galt als Verrat. Das Verhältnis von Kunst und Politik sowie die Rolle der Malerei wurden immer wieder diskutiert.

### Constant
Es wurden von 1957 an verschiedene Aktionen und Ausstellungen geplant und teils realisiert, von denen zum Beispiel „New Babylon“ (1960) von Constant (mit vollem Namen Constant Nieuwenhuys) große Aufmerksamkeit erregte: Er konzipierte eine Stadt für einen „spielerischen“, mobilen Menschen, den die Automatisierung aus seiner geregelten Berufswelt geworfen hatte und der nun seine Kreativität entfalten konnte. Constant entwarf damit eine moderne Gegenwelt zu den Konzepten von Le Corbusier. 1959 schlug er vor, die Börse von Amsterdam niederzureißen, um an ihrer Stelle einen Spielplatz zu errichten. Für eine mit seinem Bekannten Pinot Gallizio befreundete Gruppe von Sinti und Roma in Alba, Norditalien entwarf er schon 1956 den Plan eines mobilen Camps. Constants Arbeiten bewegten sich zwischen Malerei und Architektur. Seine sehr konkreten Vorschläge und sein Konzept, nur neue Gebäude zu verwenden, stießen in der Gruppe auch auf Kritik. Debord war beispielsweise eher an den Ablagerungsspuren der Zeit in der Stadt, an den Schichten von Erinnerung interessiert. Es kam daraufhin zum Bruch mit der Gruppe. Constant wurde sein künstlerischer Erfolg zum Vorwurf gemacht und es wurden ihm egoistische Strategien unterstellt.

### Die Welt als Labyrinth
Ein Projekt in den Niederlanden 1960 („Die Welt als Labyrinth“), ein Labyrinth im Auftrag des Amsterdamer Stedelijk Museums, entfachte ebenfalls eine Kontroverse. Das Labyrinth war als „kombinierte, noch nie gesehene Umwelt durch Verquickung innerer und äußerer Züge…“ geplant, wohnlicher Innenraum und städtischer Außenraum gingen ineinander über. Nebel, Regen oder Wind wurden künstlich erzeugt, Klänge von Tonbändern, Türen sollten Gelegenheiten zum Verirren vermehren. Das Projekt scheiterte schließlich an den Sicherheitsbedingungen des Museums – nur ein Vorwand nach Ansicht der Situationisten, die bereits Aktionen im Rahmen des Labyrinths geplant hatten, die die Ausstellungsbedingungen selbst thematisieren sollten.

### Galerie Van de Loo
Die Münchner „Galerie van de Loo“ organisierte Ausstellungen von einigen Situationisten. Dabei wurden Vorwürfe gegenüber dem Galeristen laut, er versuche die Gruppe in „wirkliche Künstler“ und „Theoretiker“ zu spalten, indem er individuelle Künstlerkarrieren fördere und die dahinterstehende Theorie ignoriere.

### Finanzierung
Finanziert wurden die Situationisten lange Zeit hauptsächlich durch den Verkauf der Arbeiten von Asger Jorn und anderen Künstlern; des Weiteren waren viele unter ihnen nebenerwerbstätig. Zudem sorgte ein wohlhabender Freund und Gönner von Debord, der Filmproduzent Gérard Lebovici, dafür, dass seine Filme gedreht und aufgeführt werden konnten.

### Theorie
Die Gruppe hielt regelmäßig internationale Konferenzen ab, bei denen Theorien ausgearbeitet, diskutiert und erprobt wurden.
In ihrer Zeitschrift „internationale situationiste“ präsentierte die S.I. ihre Ideen, kommentierte die Weltlage und persönliche Affären und beschimpfte und verhöhnte die gesamte politische und kulturelle Elite der Zeit, darunter oftmals besonders diejenigen, die öffentlich mit ihnen sympathisierten oder scheinbar ähnliche Ansichten vertraten (wie etwa den Regisseur Jean-Luc Godard). Die Zeitschrift wurde 1961 in Deutschland beschlagnahmt und einige Mitglieder wurden verhaftet. Erbitterte Feinde der Situationisten waren Soziologen und Kybernetiker wie Abraham Moles, aber auch die vielen dogmatischen, teils stalinistischen kommunistischen Gruppierungen der Zeit.
Debord verfasste 1957 den „Rapport über die Konstruktion von Situationen und die Organisations- und Aktionsbedingungen der Internationalen Situatonistischen Tendenz“ sowie die „Vorschläge für ein Aktionsprogramm der SI“. Als sein Hauptwerk gilt „Die Gesellschaft des Spektakels“ (1967). Die Erlebnisse und Diskussionen mit den Lettristen in Paris sind Thema von Debords „Mémoires“, einem Künstler-Buch, dessen erste Auflage nach Debords Anweisungen in Sandpapier gebunden werden sollte.
Raoul Vaneigem betonte in seinem „Handbuch der Lebenskunst für die jungen Generationen“ von 1967 besonders die Wichtigkeit der Gabe, der Subjektivität, der Poesie und des Spiels. Für ihn bot die Moderne nur noch eine würdelose, rationalisierte Form des „Überlebens“, kein wirkliches „Leben“.
Asger Jorn verfasste u. a. das Buch „Open Creation and its Enemies“ (in Anlehnung an Poppers „The Open Society and its Enemies“), in dem er ein Ideal freier menschlicher schöpferischer Tätigkeit und Gestaltung entwickelte und untersuchte, was dieser heute entgegensteht.

#### Der „Straßburg-Skandal“
1966 erschien in Straßburg das Pamphlet „Über das Elend im Studentenmilieu, betrachtet unter seinen ökonomischen, politischen, sexuellen und besonders intellektuellen Aspekten und über einige Mittel diesen abzuhelfen“, das Studierende vom lokalen Büro der „UNEF“ auf Kosten der Universität Straßburg in einer 10.000er-Auflage gedruckt hatten. Darin übten die Situationisten fundamentale Kritik am Studierenden als unmündig und abhängig gehaltenem Mitglied der Gesellschaft, am Studierendenstatus, an der Selbstherrlichkeit einer studentisch-alternativen Subkultur, an Religion und am ganzen Wirtschaftssystem. Sie verspotteten die Blindheit gegenüber der Ökonomisierung der Bildung in der Broschüre, für die eine angebliche „Gesellschaft zur Würdigung des Anarchismus“ als Herausgeber fungierte:

„Dem Studenten wird nicht einmal bewusst, dass die Geschichte auch seine lächerliche ‚abgeschlossene‘ Welt verändert. Die berühmte ‚Universitätskrise‘, Detail einer allgemeineren Krise des modernen Kapitalismus, bleibt Gegenstand eines tauben Dialogs zwischen verschiedenen Spezialisten. In ihr kommen ganz einfach die Schwierigkeiten einer verspäteten Anpassung dieses besonderen Produktionssektors an die Umwandlung des gesamten Produktionsapparates zum Ausdruck. Die Überreste der alten Ideologie einer liberal-bürgerlichen Universität werden in dem Augenblick nichtssagend, wo ihre gesellschaftliche Basis verschwindet. Die Universität konnte sich in der Epoche des Freihandelskapitalismus und seines liberalen Staates als autonome Macht verstehen, da er ihr eine gewisse marginale Freiheit gewährte. Sie hing in Wirklichkeit eng von den Bedürfnissen dieser Art von Gesellschaft ab: der privilegierten studierenden Minderheit eine angemessene Allgemeinbildung zu vermitteln, bevor sie sich wieder in die herrschende Klasse einreiht, die sie kaum verlassen hatte.“

Die für den Druck verantwortlichen Studenten wurden daraufhin von der Hochschule exmatrikuliert, die Broschüre aber fand weite Verbreitung unter den 1968 revoltierenden Studierenden und wurde auch in andere Sprachen übersetzt. Unterdessen legte der Rektor der Straßburger Universität ihren Verfassern empört eine psychiatrische Behandlung nahe.

### Mai 1968
„Eine neue Studentenideologie verbreitet sich in der Welt – es ist die entwässerte Version des jungen Marx, die sich ‚Situationismus‘ nennt.“

Im Mai 1968 kam es in Frankreich zu Unruhen. Aus einer Besetzung der Pariser Universität Sorbonne entwickelte sich am Ende ein Generalstreik.
René Viénet, der wie zwei weitere Mitglieder der S.I. direkt an den Besetzungen an der Sorbonne beteiligt war, schreibt über diese Zeit:

„Die kapitalisierte Zeit stand still. Ohne Zug, ohne Metro, ohne Auto, ohne Arbeit holten die Streikenden die Zeit nach, die sie auf so triste Weise in den Fabriken, auf den Straßen, vor dem Fernseher verloren hatten. Man bummelte herum, man träumte, man lernte zu leben.“

Von ihrer Verwicklung in die Studentenunruhen und ein paar Kunstskandalen abgesehen, blieben die weitaus radikaleren Forderungen der Situationistischen Internationalen größtenteils Theorie.

### Ende
1972 löste sich die Gruppe auf, nach eigenen Angaben, um nicht zu erstarren und selbst zum Klischee zu werden, nicht zuletzt aber wohl auch aus Enttäuschung über die internationale Studentenbewegung und das von ihr Erreichte. Zu dieser Zeit bestand die Gruppe nur noch aus einem kleinen Kreis um Debord.
Im angelsächsischen Raum existierten noch längere Zeit situationistische Gruppen wie King Mob oder das Bureau of Public Secrets von Ken Knabb. Bekannt sind Aktionen wie der falsche Weihnachtsmann von King Mob, der zur Weihnachtszeit in Kaufhäuser ging und dort das Spielzeug aus den Regalen direkt an Kinder verschenkte. Die herbeigerufene Polizei musste den Kindern die Waren wieder abnehmen, die dann ungläubig dabei zusahen, wie der Weihnachtsmann verhaftet wurde.

## Ziele

### Kunst und Leben
Die Situationisten versuchten, ästhetische Konzepte auf die Gesellschaft zu übertragen, ähnlich wie Joseph Beuys, Fluxus, die Konzeptkunst und andere Strömungen in der Kunst: „Ästhetisch“, bezogen auf ihren Kunstbegriff, waren Situationen, in denen sich Menschen unmittelbar frei und gleichberechtigt begegnen, austauschen, sich selbst verwalten, kreativ sind, sich ihren Leidenschaften hingeben und keinerlei unnötigen Zwängen mehr unterliegen.

„Wir meinen zunächst, daß die Welt verändert werden muß. Wir wollen die am weitesten emanzipierende Veränderung von der Gesellschaft und dem Leben, in die wir eingeschlossen sind. Wir wissen, daß es möglich ist, diese Veränderung durch geeignete Aktionen durchzusetzen. Es ist gerade unsere Angelegenheit, bestimmte Aktionsmittel anzuwenden und neue zu erfinden, die auf dem Gebiet der Kultur und der Lebensweise leichter zu erkennen sind, aber mit der Perspektive einer gegenseitigen Beeinflussung aller revolutionären Veränderungen angewandt werden.“

Die Situationisten agierten somit in der Tradition von Dada und Surrealismus: „Der neue Künstler protestiert“, schrieb Tristan Tzara 1919, „er malt nicht mehr symbolistische und illusionistische Reproduktion, sondern handelt unmittelbar schöpferisch“. Der situationistische Slogan „Nimm deine Wünsche für Wirklichkeit“ verweist direkt auf die Beschäftigung der Surrealisten mit Psychologie und wurde später von Gilles Deleuze und Félix Guattari im Begriff der Wunschmaschine weiterentwickelt. Ein weiterer Slogan lautete: „Leben ohne tote Zeit!“
In ihren Anfängen waren die Situationisten von der Philosophie des Existentialismus der 1950er Jahre mitgeprägt. Auch wenn sie sich nicht ausdrücklich auf ihn bezogen, hatte bereits Friedrich Schiller in seiner Schrift Über die ästhetische Erziehung des Menschen moralphilosophische Überlegungen angestellt, nach denen etwa der Zustand der Freiheit, verbunden mit ästhetischer Erziehung, den Menschen dazu bringe, aus eigenem Antrieb in „edler“ Weise moralisch zu handeln (23. Brief). Solche humanistischen Ideen lassen sich bis in die antike Philosophie zurückverfolgen.
Die Kunst selbst sollte nun durch ihre Verwirklichung im Leben „aufgehoben“ werden, was bedeutete, dass Poesie oder künstlerisches Denken und Handeln nicht mehr nur auf Leinwänden, sondern in der Gestaltung der alltäglichen Lebenswelt Aller stattfinden sollte. Dies bedeutete das „Ende der Kunst“ als besondere Kategorie, denn „alles“ wäre (auch) Kunst.
Ähnlich beabsichtigten die Situationisten mit der Grenze zwischen Arbeit und Freizeit zu verfahren. Arbeit als Mühsal, Fron, „entfremdete“ Lohnarbeit wurde als unnötig und dem menschlichen Wesen nicht gemäß empfunden, das Umhervagabundieren oder sich verlaufen, sich betrinken dagegen wurde mit dem Ernst von Wissenschaftlern künstlerisch erforscht und dokumentiert.

### Die Gesellschaft des Spektakels
Das bekannteste literarische Werk aus dem Umfeld der S.I. ist Debords Buch „Die Gesellschaft des Spektakels“, eine radikale Abrechnung mit dem Kapitalismus und dem Ostblock-Sozialismus zugleich. Dabei nimmt Debord u. a. Bezug auf die Geschichte des Anarchismus, aber auch auf Motive von Hegel und auf Texte von Karl Marx sowie Georg Lukács. Es zeigt aber auch den Blick der Situationisten auf die Welt: Seit den 20er-Jahren habe sich in Ost und West gleichermaßen die Wirtschaft verselbstständigt, sei zu einer autonomen Macht geworden, die mit ihren Gesetzen das Leben der Menschen beherrsche. Das Spektakel transportiere verschiedene Ideologien, denen allen aber die Entfremdung des Menschen gemeinsam sei (siehe Haupt-Artikel Die Gesellschaft des Spektakels).

### „Sei realistisch, verlange das Unmögliche“
Die situationistische Kritik an der kapitalistischen Produktionsweise lehnte ein Zurück zu vermeintlich besseren alten Zuständen oder Mythen wie Religion, Ideologie oder „Natürlichkeit“ als regressiv ab. Sie vertrauten u. a. auf die befreienden Wirkungen von Technik und hatten die Zweckentfremdung und Umgestaltung der modernen Industriegesellschaft durch Liebe, Subjektivität, Kunst und Fantasie zu einem Ort, an dem Genuss, Zufall und Menschlichkeit wieder ihren rechtmäßigen Platz bekämen, vor Augen. Sie sahen ihre Revolte gegen die Technokratie und die erhoffte Revolution als ein Fest an. Eine ihrer Strategien war, den Kapitalismus mit seinen Glücksversprechen einfach beim Wort zu nehmen, dieses versprochene Glück also ganz real und sofort einzufordern, wodurch sich dann eine Diskrepanz zwischen Versprechen und Realität auftäte, die eine Überwindung des Kapitalismus befördern würde. Ihre politischen Vorstellungen für ein Danach sahen vage eine Rätedemokratie vor.
Die politischen Gruppen ihrer Zeit sahen sie als engstirnig, dogmatisch und ungebildet an und teilten ihnen dies auch immer wieder mit. Ideelle Verbündete waren die Zengakuren-Bewegung in Japan oder die Rocker, denen sie jedoch ein mangelndes Bewusstsein attestierten, durch das sie am Ende doch nur zu bloßen Konsumenten in einem rebellischen Outfit würden.
Titel eines späteren Films von Debord ist das lateinische Palindrom „In girum imus nocte et consumimur igni“ („Wir gehen des Nachts im Kreise und werden vom Feuer verzehrt“). Hier findet sich die Gruppe vielleicht in ihrer Grundstimmung auch zutreffend beschrieben, sie ahnten immer die Aussichtslosigkeit ihres Unterfangens und betrachteten es (auch) als Spiel.
In ihrer Theorie nahmen die Situationisten auf unterschiedliche Gedanken und Schriften von Baltasar Gracián, klassische Anarchisten, Charles Fourier, Marx, den jungen Georg Lukács und die Pariser Kommune Bezug. Sie lehnten aber den Ostblock-Realsozialismus genauso ab wie den westlichen Kapitalismus. Ihnen zufolge war es unwichtig, ob man in der kapitalistischen oder kommunistischen Fabrik monotone Arbeit verrichtete oder sich in der standardisierten modernen Wohnung beim Fernsehen langweilte, ob marxistische Führer und Parolen oder Werbung für Produkte auf den Werbetafeln erschienen, sie betonten die Ähnlichkeiten der beiden damals maßgeblichen Systeme im Alltagsleben des Einzelnen und waren immer mehr an Subversion, Metaebenen und Verwirklichung von Leidenschaften interessiert als an der Tagespolitik, den Ideologien, Moden oder Parteien, die sie alle als Teil des Spektakels ablehnten. Nicht nur in den Befürwortern und Vertretern der bestehenden Ordnung, sondern besonders in einer verwässerten, konsumierbaren (Schein-)Kritik am Bestehenden, die letztlich nur sein Fortbestehen ermöglicht, sahen sie ihre Opponenten.
Dem Menschenbild des Homo oeconomicus stellten die Situationisten das des Homo ludens gegenüber. Sie wandten sich somit gegen jede Verfestigung, Erstarrung, Verabsolutierung. Dabei betonten sie immer wieder, dass es keinen Situationismus als „-ismus“ als starre Ideologie gebe: Sie behaupteten, der Begriff Situationismus sei eine Erfindung ihrer Gegner. Sie wandten sich auch gegen ihre eigenen Verehrer, denen sie vorwarfen, ihre Bewunderung stelle nur eine Form von Konsum und Mystifikation dar, keine „aktive“ Teilnahme an ihrem Projekt.

„Die kapitalistische bzw. angeblich antikapitalistische Welt organisiert das Leben spektakulär … Es kommt nicht darauf an, das Spektakel der Verweigerung auszuarbeiten, sondern das Spektakel selbst abzulehnen. Die Elemente der Zerstörung des Spektakels müssen gerade aufhören, Kunstwerke zu sein, damit ihre Ausarbeitung KÜNSTLERISCH im neuen und authentischen von der S.I. definierten Sinne ist. Es gibt weder einen ‚SITUATIONISMUS‘, ein situationistisches Kunstwerk noch einen spektakulären Situationisten. Ein für allemal.“

Zeitgenossen reagierten auf ihre Radikalität teils spöttisch, teils hysterisch. Situationistische Ideen wurden aber sehr populär und Autoren wie Henri Lefebvre sympathisierten in Zeitschriften wie „Das Argument“ offen mit ihnen.

### Psychogeographie
Situationisten gingen immer vom subjektiven Erleben des Einzelnen, seinen Wünschen und Begierden aus. Dies war für sie der Angelpunkt jeder politischen Forderung.
Ziel war die Auflösung der Grenze zwischen Kunst und Leben ebenso wie eine grundlegende Umgestaltung der Stadtstrukturen und der gesellschaftlichen Normen. Die S.I. agierte sowohl mittels künstlerischer Aktionen als auch politisch und „psychogeographisch“. Der Begriff „Psychogeographie“ bezog sich auf die Bewegung und das Leben in Städten, aber auch auf die Stadtplanung und die Organisation der psychischen Potentiale. Es ging den Situationisten um die Erfindung neuer Bedingungen des Lebens, jenseits von wirtschaftlichen Sachzwängen, die neue Möglichkeiten menschlichen Verhaltens („Abenteuer“) bieten würden.

### Medien
Mit umgestalteten Comics, in denen die Texte ausgetauscht und mit situationistischen Ideen ersetzt wurden, mit ihren Postern, Grafiken, Publikationen und Aktionen stellten sie auch eine frühe Form der Kommunikationsguerilla dar. Sie arbeiteten zugleich auf theoretischer, symbolischer und praktischer Ebene. Interessiert verfolgten sie die Berichterstattung über sich selbst in den Medien und druckten gerne Verrisse ihrer Gruppe in ihrer eigenen Zeitung ab.

### Stil
Entscheidend waren für Situationisten immer auch die Fragen des Stils, von ähnlichen politischen Bestrebungen grenzten sie sich u. a. auch durch ihre zelebrierte Eleganz ab, die zum Beispiel in ihrer Sprache, den Inszenierungen ihrer Konferenzen oder der klaren und minimalen Ästhetik ihrer Publikationen Ausdruck fand. Die Ästhetik der Hippie-Bewegung wiesen sie zurück.

### Wichtige Begriffe
Die Situationisten führten Begriffe ein wie:
- „Trennung“ (die „Atomisierung“ der menschlichen Beziehungen unter den Bedingungen des „Spektakels“)
- „Dérive“ (das Erkunden einer Stadt durch zielloses Umherschweifen)
- „Détournement“ (die Zweckentfremdung beispielsweise von Filmsequenzen, Fotos, Comicbildern, Gebäuden durch veränderten Text/Kommentar/Schnitt/Gebrauch)
- „Rekuperation“ (die jedes Mal stattfindende Vereinnahmung oder die Simulation von Rebellion, Rebellion als Ware)

## Zitate
„Sobald ein mythisches Gebäude in Widerspruch zu der sozioökonomischen Wirklichkeit tritt, öffnet sich ein leerer Raum zwischen der Lebensweise der Menschen und der herrschenden Erklärung der Welt, die plötzlich unangemessen wird, auf dem Rückzug ist.“

„Die Liebe ist niemals von einem gewissen heimlichen Widerstand abgerückt, den man Intimität getauft hat. Sie wurde von dem Begriff des Privatlebens geschützt, aus dem hellen Tag vertrieben (der der Arbeit und dem Konsum vorbehalten ist) und in die verborgenen Winkel der Nacht, in das gedämpfte Licht verdrängt. Auf diese Weise ist sie der großen Integrierung der Aktivitäten des Tages entgangen“

„Der Dadaismus wollte die Kunst aufheben, ohne sie zu verwirklichen; und der Surrealismus wollte die Kunst verwirklichen, ohne sie aufzuheben. Die seitdem von den Situationisten erarbeitete kritische Position hat gezeigt, daß die Aufhebung und die Verwirklichung der Kunst die unzertrennlichen Aspekte ein und derselben Überwindung der Kunst sind.“

„Mit der Automation, die der fortgeschrittenste Bereich der modernen Industrie und zugleich das Modell ist, in dem sich deren Praxis vollkommen zusammenfaßt, muß die Warenwelt den folgenden Widerspruch überwinden: die technische Instrumentierung, die objektiv die Arbeit abschafft, muß gleichzeitig die Arbeit als Ware und als einzigen Geburtsort der Ware erhalten. Damit die Automation oder jede andere weniger extreme Form der Produktivitätssteigerung der Arbeit, die gesellschaftlich notwendige Arbeitszeit wirklich nicht verkürzt, müssen neue Arbeitsplätze geschaffen werden. Der Tertiärsektor, die Dienstleistungen sind das ungeheure Ausdehnungsfeld für die Etappenlinien der Distributions- und Lobpreisungsarmee der heutigen Waren; gerade in der Künstlichkeit der Bedürfnisse nach solchen Waren findet diese Mobilisierung von Ergänzungskräften glücklich die Notwendigkeit einer solchen Organisation der Nachhut-Arbeit vor.“

„Nachdem man die Produkte der Avantgarde ästhetisch neutralisiert auf den Markt gebracht hat, will man nun ihre Forderungen, die nach wie vor auf eine Verwirklichung im gesamten Bereich des Lebens abzielen, aufteilen, zerreden und auf tote Gleise abschieben. Im Namen der früheren und jetzigen Avantgarde und aller vereinzelten, unzufriedenen Künstler protestieren wir gegen diese kulturelle Leichenfledderei und rufen alle schöpferischen Kräfte zum Boykott solcher Diskussionen auf. (…) Wir, die neue Werte schaffen, werden von den Hütern der Kultur nicht mehr nur lauthals bekämpft, sondern auf spezialisierte Bereiche festgelegt, und unsere Forderungen werden lächerlich gemacht.“

„Dieser Ausbruch ist hervorgerufen worden von einigen Gruppen, die sich gegen die moderne Gesellschaft auflehnen, gegen die Konsumgesellschaft, gegen die mechanische Gesellschaft, sei sie nun kommunistisch im Osten oder kapitalistisch im Westen. Gruppen, die (…) sich an der Negation, der Zerstörung, der Gewalt, der Anarchie ergötzen, die schwarze Fahne schwingen.“

„Alle in der SITUATIONISTISCHEN INTERNATIONALE veröffentlichten Texte dürfen frei und auch ohne Herkunftsangabe abgedruckt, übersetzt oder bearbeitet werden.“

## Folgen bis heute

### Die Einordnung in die Kunstgeschichte, und das Heraustreten aus ihr
Die Situationisten stellen eine der letzten klassischen Avantgarden des 20. Jahrhunderts dar. Ihr Ende markiert für manche Betrachter auch den Übergang zur Postmoderne. In Amerika etwa waren Künstler wie Andy Warhol schon längst dabei, mit einer seriellen Ästhetik der Ware zu arbeiten oder ihre eigene Entfremdung zu genießen und somit zu negieren. Mit der Postmoderne kamen auch andere Arten des Sprechens auf, Strategien wie Ironie oder scheinbarer oder wirklicher Affirmation. Aus Sicht Debords bestand die Notwendigkeit einer radikalen Negation der bestehenden Verhältnisse jedoch fort. Pop-Art und andere Spielarten des Kunstbetriebs widerlegen aus situationistischer Sicht nicht das Ende der Kunst.

### Heutige Rezeption
Die künstlerische Rezeption der situationistischen Bewegung heute ist sehr unterschiedlich und auch kontrovers: Die Spannbreite reicht von einer Wahrnehmung der Situationisten als rein avantgardistischer oder architekturtheoretischer Künstlergruppe mit (wort)radikalem Gestus, über verklärend-verharmlosende affirmative Aneignungen im Kunstbereich oder sogar in der Werbung, über Weiterentwicklungen und Hybridisierungen ihrer Theorie in Kunst wie in Politik bis hin zu Darstellungen der S.I. als rein politischer linksradikaler Gruppierung, die die Kunst nur noch überwinden und real ausschließlich eine politische Revolution verursachen wollte. Dabei werden häufig die innere Heterogenität und die Diskussionen innerhalb der Gruppe übersehen. Die Situationisten selbst verstanden ihre Forderungen nachweislich von Anfang an auch als politisch. Das Verhältnis zur Kunst und Künstlerrolle wandelte sich dabei im Laufe der Zeit mit der Struktur der Mitglieder.
Viele ursprünglich situationistische Forderungen werden heute diffus „den 68ern“ zugeschrieben. Andere gerieten wieder in Vergessenheit.
Verwandtschaften und selbsterklärte Nachfolger finden sich u. a. in:

### Kunst
Die Fluxus-Bewegung hatte teils ähnliche Ziele und Methoden, war aber wesentlich weniger politisch orientiert und bewegte sich mit ihren Happenings eher auf sicherem Kunstterrain.
Auch in der zeitgenössischen Kunst bezieht man sich hin und wieder auf situationistische Forderungen, zum Beispiel im Park Fiction Projekt.
Das Zentrum für Kunst und Medientechnologie widmete Guy Debord 2001 eine große Ausstellung.
Tachistische Malerei findet sich fast nur noch als Design auf Kleidung, Autos und Gardinen.
Psychogeographische Fragestellungen werden u. a. in der Architekturpsychologie erforscht.
Das Museum Tinguely zeigte vom 4. April bis 5. August 2007 in Basel eine umfangreiche, in Kooperation mit dem Centraal Museum Utrecht entwickelte Ausstellung über die Situationistische Internationale unter dem Motto „In girum imus nocte et consumimur igni“.

### Musik
Situationistische Ideen bzw. eine radikale Ästhetik („radical chic“) wurden von einigen Hardcore-Punk-Bands wie Nation of Ulysses oder der schwedischen Band Refused aufgegriffen: In ihren beigelegten Booklets forderten sie die Aufhebung der Grenze zwischen Kunst und Leben, was ihrer Meinung nach nur durch revolutionäre Überwindung des Kapitalismus möglich sei. Malcolm McLaren und Jamie Reid, Manager und Grafiker der Sex Pistols haben sich an der Hochschule für die Ideen und Aktionen der S.I. begeistert. Ebenso wurden die Manic Street Preachers, Beck, Die Goldenen Zitronen, Bernadette La Hengst, Schwabinggrad Ballett, Tocotronic, Pussy Riot u. a. von den Situationisten beeinflusst.

### Politik
Die Zeitschrift Pflasterstrand verwies in ihrem Titel auf das berühmte Zitat, geriet inhaltlich aber bald in Widerspruch zu situationistischen Forderungen.
Im angelsächsischen Raum berufen sich verschiedene Gruppen auf situationistische Ideen, etwa Angry Brigade, Class War, Neoismus und die Reclaim the Streets, Adbusters-Kampagnen oder Libre Society.
Die Kritik an der Arbeit wird von Gruppen wie den Glücklichen Arbeitslosen fortgesetzt. Dabei wird die Kritik der Arbeit von der Notwendigkeit einer Kritik von Kapital und Staat getrennt, an diesem Zusammenhang hält die Arbeitskritik der Gruppe Krisis fest. Auch im Rahmen der Kritik am bestehenden Konsumismus wird auf die Situationisten Bezug genommen.
Im Zuge einer aktuellen Diskussion um eine Neubewertung der Bewegung von 1968 in Deutschland, ihrer Motive und Folgen, kommen die Situationisten und ihre Ziele bisher kaum vor, im Vordergrund stehen zeitgenössische Protagonisten in Deutschland wie Rudi Dutschke. Erst in jüngerer Zeit beginnt ein Teil der radikalen Linken in Deutschland zur Situationistischen Internationale zu debattieren. Biene Baumeister et al. haben ein in diesen Kreisen beachtetes Einführungsbuch veröffentlicht. Darum gab es eine Diskussion in der Szenezeitschrift Phase II. Außerdem scheint sich die Berliner Gruppe „Freundinnen und Freunde der klassenlosen Gesellschaft“ locker auf die Situationistische Internationale zu beziehen, deren Texte sie auch verlegen. Interessant in dieser Hinsicht ist eine kaum beachtete Szenezeitschrift, die sich schlicht „MAGAZIN“ nennt und sich offensichtlich in der Tradition der Situationistischen Internationale verortet – wenn auch die Einflüsse dieser Zeitschrift vielfältig sind und bis zur deutschen Klassik und den französischen Aufklärern reichen. Die beiden letztgenannten Gruppen lehnen das erwähnte Einführungsbuch vehement ab und bezeichnen dessen Autoren als „Anti-Situationisten“, wobei im Fall des „MAGAZIN“ die politischen Gegner auch im Stil der S.I. als „Klobürsten“ bezeichnet werden.

### Philosophie
Von situationistischen Ideen beeinflusst ist die Philosophie der Postmoderne (Poststrukturalismus), beispielsweise frühe Werke des Philosophen Jean Baudrillard („Die Agonie des Realen“) oder der Begriff des Simulacrum. Da Baudrillard die Ununterscheidbarkeit von Realität und Simulation behauptet, läuft seine Theorie auf die Unmöglichkeit von Kritik hinaus.
Der Schriftsteller Greil Marcus stellte in seinem Buch „Lipstick Traces“ gedankliche Verbindungen zwischen Traditionen der christlichen Mystik, der Kunstrichtung Dada, der Frankfurter Schule (Adorno), den Situationisten und Punk her.
Zu den Zeitschriften, die in Frankreich an die situationistische Kritik anknüpften, gehören die von Jaime Semprun geleitete Encyclopédie des Nuisances, zu der Debord einzelne Beiträge schrieb, und das 1997–2008 erschienene Journal Oiseau-tempête (Sturmvogel). Auf der Homepage beschrieb sich der Oiseau-Tempête am 30. Juli 2004 folgendermaßen: „Oiseau-Tempête, eine sozialkritische Revue, wird seit 1997 von einem Kollektiv aus 10-15 Leuten herausgegeben, die verschiedenen politischen Richtungen zuzuordnen sind. Einige sind von anarchistischen oder marxistischen Ideen inspiriert, andere von den Situationisten oder Surrealisten […] Das Projekt […] ist gleichzeitig ein kommunistisches, libertäres und internationalistisches Projekt. Unser Ziel ist die gemeinsame Nutzung und Verteilung aller Reichtümer und Aufgaben, und wir lehnen jede Form von institutionalisierter Macht und überflüssiger Vermittlung (Mediation) ab. Wir glauben, dass die allgemeine Freiheit die notwendige Bedingung für jegliche individuelle Freiheit ist.“

### Subkultur
Malcolm McLaren gibt an, er habe Punk wegen der Situationisten erfunden. Situationistische Strategien und Überzeugungen leben in manchen Aktionen der Kommunikationsguerilla oder der Hacker-Kultur fort. Das spätere Konzept der temporären autonomen Zone des Schriftstellers Hakim Bey ähnelt dem der situationistischen Situation. Die Streetart-Künstlerin Miss.Tic wurde in den 1970er Jahren im Umfeld der späten Situationisten künstlerisch und politisch sozialisiert. Sie spielte Straßentheater in der Gruppe Zéro de Conduite.

## Sekundärliteratur
- Eckhard Siepmann, Dieter Kunzelmann, Wolfgang Dreßen (Hrsg.): Nilpferd des höllischen Urwalds. Spuren in eine unbekannte Stadt. Situationisten, Gruppe Spur, Kommune I, Anabas. , Anabas-Verlag, Giessen 1991, ISBN 3-87038-172-8, (Werkbund-Archiv 24).
- Thomas Dreher: Zwischen Kunst und Lebensform. Von den Lettristen zu den Situationisten. In: Neue Bildende Kunst Nr. 6, 1992, ISSN 0941-6501, S. 11–15.
- Greil Marcus: Lipstick Traces. Von Dada bis Punk – kulturelle Avantgarden und ihre Wege aus dem 20. Jahrhundert. Deutsch von Hans M. Herzog und Friedrich Schneider. Rogner & Bernhard bei Zweitausendeins, Hamburg 1992, ISBN 3-8077-0254-7.
- Gianluigi Balsebre, Della critica radicale. Bibliografia ragionata sull'internazionale situazionista con appendice di documenti inediti in italiano, Grafton 9 edizioni, Bologna, 1995.
- Roberto Ohrt: Phantom Avantgarde. Eine Geschichte der Situationistischen Internationale und der modernen Kunst. 2. Auflage. Edition Nautilus u. a., Hamburg 1997, ISBN 3-89401-168-8, (Zugleich: Hamburg, Univ., Diss., 1989), (umfangreiche kunstgeschichtliche Würdigung, Darstellung der einzelnen Biographien und der Geschichte der Gruppe).
- Zwi Schritkopcher: Die Situationisten (1958–1972). Auftakt zum Westlichen Communismus. In: Übergänge zum Kommunismus N°3/4, 1997.
- Roberto Ohrt (Hrsg.): Das große Spiel. Die Situationisten zwischen Politik und Kunst. Edition Nautilus, Hamburg 2000, ISBN 3-89401-349-4.
- Marvin Chlada: Eine andere Stadt für ein anderes Leben. Der Urbanismus der Situationisten. In: Quadratur. Kulturbuch, Bd. 4: Stadt, Blicke, FKO-Verlag, Duisburg/Köln 2002, S. 155–160, ISBN 3-9806677-4-X.
- Catherine de Zegher, Mark Wigley (Hrsg.): The Activist Drawing. Retracing Situationist Architectures from Constant’s New Babylon to Beyond. MIT Press, Cambridge MA u. a. 2001, ISBN 0-262-04191-X.
- Andrew Hussey: The Game of War: The Life and Death of Guy Debord. J. Cape, London 2001.
- Roberto Ohrt: Situationistische Internationale. In: Hubertus Butin (Hrsg.): DuMonts Begriffslexikon zur zeitgenössischen Kunst. DuMont, Köln 2002, ISBN 3-8321-5700-X, S. 272–276.
- Biene Baumeister, Zwi Negator: Situationistische Revolutionstheorie. Eine Aneignung. Band 1: Enchiridion. Schmetterling Verlag, Stuttgart 2005, ISBN 3-89657-586-4.
- Kalle Lasn: Culture Jamming. Die Rückeroberung der Zeichen. Aktualisierte und erweiterte Übersetzung der englischsprachigen Original-Ausgabe. orange press GmbH, Freiburg im Breisgau 2005, ISBN 3-936086-22-2.
- Pia Wiegmink: Theatralität und öffentlicher Raum. Die Situationistische Internationale am Schnittpunkt von Kunst und Politik. Tectum, Marburg 2005, ISBN 3-8288-8935-2, (Kleine Mainzer Schriften zur Theaterwissenschaft 2).
- Stephan Grigat, Johannes Grenzfurthner, Günther Friesinger (Hrsg.): Spektakel – Kunst – Gesellschaft. Guy Debord und die Situationistische Internationale (Vorträge, die auf dem gleichnamigen Symposium im Januar 2005 in der Kunsthalle Exnergasse in Wien gehalten wurden). Verbrecher Verlag, Berlin 2006, ISBN 3-935843-61-5., Als freies E-Book unter CC erhältlich.
- archplus – Zeitschrift für Architektur. Nr. 183, Mai 2007, ISSN 0587-3452: Situativer Urbanismus.
- Simon Ford: Die Situationistische Internationale. Eine Gebrauchsanleitung. Edition Nautilus, Hamburg 2007, ISBN 978-3-89401-545-9, (Kleine Bücherei für Hand und Kopf 58).
- Selima Niggl: Pinot Gallizio. Malerei am laufenden Meter – München 1959 und die europäische Avantgarde. Edition Nautilus, Hamburg 2007, ISBN 978-3-89401-544-2.
- Max Jakob Orlich: Situationistische Internationale. Eintritt, Austritt, Ausschluss. Zur Dialektik interpersoneller Beziehungen und Theorieproduktion einer ästhetisch-politischen Avantgarde (1957–1972). transcript Verlag, Bielefeld 2011, ISBN 978-3-8376-1748-1.
- Ralph Rumney: Der Konsul. Beiträge zur Geschichte der Situationistischen Internationale. Edition Tiamat Berlin 2011, ISBN 978-3-89320-149-5.
- Anna Trespeuch-Berthelot: Internationale situationniste. Presses universitaires de France, Paris 2015, ISBN 978-2-13-061970-3.
- McKenzie Wark: The Beach Beneath the Street: The Everyday Life and Glorious Times of the Situationist International. Verso, London & Brooklyn 2011. ISBN 978-1-84467-720-7.
- McKenzie Wark: The Spectacle of Disintegration: Situationist Passages out of the 20th Century. Verso, London & Brooklyn 2013, ISBN 978-1-84467-957-7 (Print), ISBN 978-1-84467-958-4 (E-Book).
- Frances Stracey: Constructed situations: a new history of the situationist international. Pluto Press, London 2014.

### Texte von Situationisten
- Si-Revue. Alle Texte aus Situationistische Internationale als Online-Archiv
- Elementarprogramm für einen unitären Urbanismus, 1961
- Texte und Bilder aus der Zeitschrift internationale situationniste
- Internationale Situationiste Journal (12 Ausgaben engl.)
- Anleitung für den Kampf, in: S.I. Nr. 6
- Über das Elend im Studentenmilieu, 1966
- Rene Viénet: Paris, Mai ’68. Die Besetzung der Sorbonne. Auszug aus: Wütende und Situationisten in den Bewegungen und Besetzungen (1968)

### Sekundärtexte
- Thomas Dreher: Zwischen Kunst und Lebensform. Von den Lettristen zu den Situationisten (mit Abbildungen) (PDF-Datei; 6,7 MB)
- Freundinnen und Freunde der klassenlosen Gesellschaft: Kurzer Lehrgang durch die Geschichte der Situationistischen Internationale
- Zentrum für Kunst und Medientechnologie: Feature zur Ausstellung 2001/2002
- Kunstwissen.de: Lettristen, Situationisten (mit einem, Glossar)
- Jens Kutilek: Die Sex-Pistols und die Situationistische Internationale (Hausarbeit, pdf) (251 kB)
- Theorie-Praxis-Lokal: Situationistische Revolutionstheorie (Seminare und Texte)

### Kritik
- Biene Baumeister, Zwi, Negator: Der deutsche Gedanke. Über situationistische Revolutionstheorie, Europa und Deutschland in: jungle world
- Lars Quadfasel: Bedürfnis und Befreiung. Zur Kritik der situationistischen Revolutionstheorie in: Phase 2
- Achim Siehler: Der kleine Schlaf und seine Kunden, in: Herzattacke, Nr. 4/1982
- Stephan Grigat: Französische Avantgardisten und der Zionismus. Die Situationisten über Israel
- Hans-Christian Dany: Die ewige Jugend eines beleidigten Masterplans
- Gilles Dauvé: Kritik der Situationistischen Internationale

### Bilder, Grafiken etc.
- In our spectacular society (Comic)
- Guy Debord: Guide Psychogeographique de Paris, 1957? (Bild)
- Asger Jorn: Lockung, 1960 (Bild)